# Amtsbezüge
Amtsbezüge bezeichnet in Deutschland die Alimentation von herausgehobenen Amtsträgern, die statt in einem Dienstverhältnis in einem Amtsverhältnis stehen und keinen Anspruch auf Dienstbezüge nach dem Bundesbesoldungsgesetz oder der Besoldungsgesetze der Länder haben. Amtsbezüge setzen sich in der Regel zusammen aus dem Amtsgehalt (Grundgehalt) und weiteren Bestandteilen wie Familienzuschlag und Dienstaufwandsentschädigungen. Zudem kann Anspruch auf eine Amtswohnung oder ein Dienstfahrzeug zur uneingeschränkten Nutzung bestehen.
Amtsträger, die Amtsbezüge erhalten, sind keine Beamten. Ihre Amtsverhältnisse sind in der Verfassung oder spezialgesetzlich geregelt. Amtsbezüge erhalten beispielsweise:
- Bundespräsident
- Bundeskanzler (§ 11 BMinG)
- Bundesminister (§ 11 BMinG)
- Parlamentarische Staatssekretäre (§ 5 Abs. 1 Satz 1 ParlStG)
- Bundesbeauftragter für den Datenschutz und die Informationsfreiheit (§ 12 Abs. 4 BDSG)

Die Richter des Bundesverfassungsgerichts erhalten ein „Amtsgehalt“ nach dem Gesetz über das Amtsgehalt der Mitglieder des Bundesverfassungsgerichts.
Der Präsident des Deutschen Bundestags erhält als Abgeordneter keine Amtsbezüge, sondern eine Abgeordnetenentschädigung („Diät“) mit Amtszulage.